# Security Awareness
Security Awareness (oder Information Security Awareness) bezeichnet den sicherheitsbewussten Umgang von Menschen mit Informationen und Informationssystemen. Die Security Awareness besagt, wie sensibilisiert Menschen für Bedrohungen der Informationssicherheit sind, ob sie über passende Gegenmaßnahmen kennen und ob sie diese im Alltag auch tatsächlich umsetzen. Um die Information Security Awareness, insbesondere bei Mitarbeitenden in Unternehmen oder Organisationen, zu steigern, werden verschiedene Awareness-Maßnahmen angewandt. Typische Maßnahmen sind Schulungen (meist als E-Learning-Kurse), Live-Hackings, Videos, Plakate, Flyer, Rollenspiele und Phishing-Simulationen. Das Hauptziel dieser Maßnahmen ist es, die Mitarbeitenden für die Themen der Informationssicherheit zu sensibilisieren und ihnen das notwendige Wissen und die Fähigkeiten zu vermitteln, um mit den verschiedenen Sicherheitsbedrohungen während ihrer täglichen Arbeit umzugehen. Da Menschen häufig im Fokus von Angreifenden stehen – insbesondere im Zusammenhang mit Social Engineering – und sie mit bewusst oder unbewusst falschem Verhalten die Informationssicherheit gefährden können, ist es wichtig, sie für die möglichen Bedrohungsszenarien zu sensibilisieren.

## Awareness-Maßnahmen
Die Sensibilisierung von Personen im Bereich der Informationssicherheit kann durch verschiedene Maßnahmen erfolgen, je nach den spezifischen Anforderungen und dem Kontext des Unternehmens oder der Organisation.
- Klassenraumschulung: Die traditionelle Form der Informationsssicherheitsschulung. In einem physischen Raum werden den Teilnehmenden von einer Lehrkraft theoretische Inhalte, praktische Beispiele und Übungsaufgaben präsentiert. Diese Art von Schulung ermöglicht eine direkte Interaktion zwischen den Teilnehmenden und der Lehrkraft, was besonders nützlich sein kann, um spezifische Fragen oder Themen anzusprechen, die während der Schulung aufkommen.
- Online-Training: Diese Form der Schulung ermöglicht es den Teilnehmenden, das Training flexibel von ihrem Arbeitsplatz oder von zu Hause aus durchzuführen, ohne physisch an einem bestimmten Ort präsent sein zu müssen. Das Online-Training kann entweder live mit einer Lehrkraft durchgeführt werden, die in Echtzeit Fragen beantwortet, oder es kann sich um vorab aufgezeichnete Module handeln, die die Teilnehmenden in ihrem eigenen Tempo durchlaufen können.
- Zusätzlich zu formellen Schulungen kann weiteres Material wie Poster oder Flyer beitragen, das Bewusstsein stetig frisch zu halten. Oftmals werden solche Informationsmaterialien in Pausenräumen oder direkt am Arbeitsplatz verteilt.

## Inhalte von Security-Awareness-Maßnahmen
Security-Awareness-Maßnahmen können eine Vielzahl von Themen abdecken. Zu den typischen Inhalten gehören:
- Grundlegende Informationen zur Informationssicherheit und Datenschutz
- Sicherer Umgang mit E-Mails
- Sicherer Umgang mit QR-Codes
- Bedrohungspotenzial durch Schadsoftware
- Physische Sicherheit am Arbeitsplatz
- Umgang mit mobilen Datenspeichern
- Risiken und Gefahren bei der Verwendung von mobilen Geräten
- Gefahren durch soziale Netzwerke
- Gefährdungspotenzial durch Social Engineering
- Gefahren der Internetnutzung
- Gefahr durch Phishing und Ablauf einer Phishing-Attacke
- Sichere Passwörter und verantwortungsvoller Umgang damit
- Sichere Verwendung öffentlicher Internetzugänge und Hotspots
- Die konkreten Sicherheitsrichtlinien im Unternehmen
- Verhalten bei sicherheitsrelevanten Ereignissen
- Informationspflichten bei erkannten Gefahren

Phishing-Simulationen sind häufig ein wesentlicher Bestandteil von Security Awareness-Programmen, da sie:
- Praktische Erfahrung bieten: Theoretisches Wissen über Phishing ist wichtig, aber die Fähigkeit, echte Phishing-Versuche in der Praxis zu erkennen, ist unerlässlich.
- Schwachstellen aufdecken: Durch die Simulation können Unternehmen Schwachstellen in der Belegschaft identifiziert und gezielte Schulungen für diejenigen angeboten werden, die am meisten Unterstützung benötigen.
- Erfolg messen: Unternehmen können den Erfolg ihrer Security Awareness-Programme messen, indem sie die Ergebnisse von Phishing-Simulationen über die Zeit verfolgen.

## KRITIS-Unternehmen und Personelle Sicherheit
In Deutschland sind KRITIS-Unternehmen gesetzlich verpflichtet, bestimmte Sicherheitsstandards einzuhalten, um die Versorgungssicherheit und Funktionsfähigkeit kritischer Infrastrukturen zu gewährleisten.
Ein wesentlicher Aspekt dieser Sicherheitsstandards ist die personelle Sicherheit. Das bedeutet, dass KRITIS-Unternehmen sicherstellen müssen, dass ihre Mitarbeitenden in Bezug auf Sicherheitsrisiken und -bedrohungen geschult und sensibilisiert sind. Dies umfasst nicht nur technische und organisatorische Maßnahmen, sondern auch die regelmäßige Schulung und Sensibilisierung der Mitarbeitenden, um sicherzustellen, dass sie potenzielle Bedrohungen erkennen und angemessen darauf reagieren können.

## Schlussfolgerung
Die Sensibilisierung der Mitarbeitenden durch Awareness-Maßnahmen ist kein einmaliger Akt, sondern ein kontinuierlicher Prozess. In einer sich rasch verändernden digitalen Umgebung, in der Cyberbedrohungen stetig zunehmen, ist es von größter Bedeutung, dass sowohl Einzelpersonen als auch Organisationen die Relevanz von sensibilisierten Mitarbeitenden verstehen und kontinuierliche Anstrengungen unternehmen, dass die Mitarbeitenden sichere Handlungsweisen in ihre tägliche Arbeit integrieren. Sensibilisierte Mitarbeitende sind oft der entscheidende Faktor zwischen sicherem Schutz von Unternehmensdaten und einem potenziellen Sicherheitsvorfall. Insbesondere Führungskräfte nehmen in diesem Zusammenhang eine wichtige Rolle ein: Sie sind dafür verantwortlich, durch gelungene Kommunikation und gezieltes Training eine IT-Sicherheitskultur zu etablieren.